# Ivry Gitlis
Ivry Gitlis (in ebraico: עברי גיטליס) (Haifa, 25 agosto 1922 – Parigi, 24 dicembre 2020) è stato un violinista, attore e filosofo israeliano naturalizzato francese.

## Biografia
Nato ad Haifa, Gitlis, fu presto notato da Bronisław Huberman che lo aiutò a trasferirsi a Parigi per studiare violino presso il locale Conservatoire con Jules Boucherit, dove a soli 13 anni vinse il Premier Prix quale miglior studente. Si perfezionò poi con Jacques Thibaud, Carl Flesch, George Enescu e Théodore Pashkus. Nel 1939 riparò in Inghilterra per sfuggire alle leggi razziali, e durante gli anni della seconda guerra mondiale visse a Londra. Nel 1951 rientrò a Parigi e ottenne il 5º premio al Concorso Long-Thibaud. Dalla fine degli anni Cinquanta si stabilì definitivamente a Parigi dove visse fino alla morte. Fu dedicatario di alcuni lavori contemporanei, tra cui il Concerto per Violino e orchestra Op.50 (1958) di René Leibowitz, Pièce pour Ivry per violino solo (1971) di Bruno Maderna, nonché Rhapsodie Israélienne e Romantic Suite (1984) per violino solo, del compositore statunitense Charles Harold Bernstein.
Nel 1968 partecipò al progetto di John Lennon Dirty Mac. Nel 1990 fu designato Ambasciatore di Buona Volontà dell'UNESCO. Il suo obiettivo dichiarato fu il "sostegno dell'istruzione e della cultura della pace e della tolleranza". Ivry Gitlis fu inoltre un commentatore (insieme a Itzhak Perlman, Ida Haendel e Hilary Hahn) del DVD The Art of Violin (2000) che mostrava le prestazioni e dava dettagli biografici di molti dei grandi violinisti del XX secolo. A Cremona il 30 settembre 2017, all’età di 95 anni fu insignito del Cremona Musica Awards 2017 per la categoria Performance. In quell'occasione suonò, col suo Stradivari del 1713 Sancy, Sicilienne in mi bemolle maggiore di Maria Theresia von Paradis (arrangiamento di Samuel Dushkin) accompagnato dal pianista Itamar Golan.
(commento dopo la consegna del premio e prima di suonare)

## Pubblicazioni
- Ivry Gitlis, L'âme et la corde, Paris, Robert Laffont, 1980
- Ivry Gitlis, L'âme et la corde - 2ème Edition Archiviato il 12 marzo 2014 in Internet Archive., Paris, Buchet-Chastel 2013 ISBN 978-2-283-02514-7